# Socket TR4
Socket TR4，或稱Socket SP3r2，是一種AMD設計的處理器插座，適用於LGA封裝的Ryzen Threadripper系列，於2017年8月10日隨同Ryzen Threadripper系列一同發表。

## 技術概況
Socket TR4由伺服器/工作站平台使用的Socket SP3衍生而來，一樣的LGA封裝，一樣擁有4,094個管腳，最大可承受180W+的熱設計功耗，散熱器規格一致，也需要兩組8針CPU供電插座，處理器也是多晶片模組封裝，不過匯流排規格則是有所刪減：不提供多處理器互聯支援、64條PCIe通道、四通道（每通道64位元寬度）DDR4 SDRAM支援。但仍然保留有SATA/SATA Express、USB等支援。
這是AMD第二次發售消費級的LGA封裝處理器（上一次是Quad FX平台）。與Socket SP3可不搭載晶片組不同的是，Socket TR4一般會搭配X399晶片組提供更多的USB連接埠、PCIe 2.0通道、SATA通道支援等。
基於Zen 2微架構的第三代AMD Ryzen Threadripper處理器則採用Socket sTRX4插槽並搭配AMD TRX40晶片組，處理器和晶片組都支援PCI Express 4.0，Socket sTRX4不相容舊的Socket TR4。